# Cipayos (la tercera invasión)
 Cipayos (la tercera invasión) es una película de Argentina en colores  dirigida por Jorge Coscia según su propio guion escrito en colaboración con  Julio Fernández Baraibar que se estrenó el 10 de octubre de 1989 y que tuvo como principales intérpretes a Guillermo Gramuglia, Virginia Innocenti, Inés Estévez y Carlos March. Irene Castro tuvo a su cargo la coreografía

## Reparto
- Guillermo Gramuglia
- Virginia Innocenti
- Inés Estévez
- Carlos March
- Claudio Rissi
- Eric Morris
- Edgardo Millán
- Adriana Chía
- Alejandro Urdapilleta
- Pablo Verón
- Sergio Lupardo
- Eduardo Narvay
- Paulino Andrada
- Pablo Villa
- Milton Blanco ….Músico callejero
- Claudio Mastronardi
- Marcelo Abeal Urquiza
- Willy Lemos …Poeta ciego